# علم الأمراض العصبية
علم الأمراض العصبية هو دراسة الأمراض التي تصيب أنسجة الجهاز العصبي، والتي غالبًا ما تكون على شكل خزعات جراحية صغيرة، أوعلى شكل تشريح لأدمغة كاملة. ويعد علم الأمراض العصبية تخصصًا فرعيًا من علم الأمراض التشريحي وطب الجهاز العصبي، والجراحة العصبية. ولا ينبغي الخلط بينه وبين الاعتلال العصبي، والذي يتناول اضطرابات الأعصاب (يحدث غالبًا في الجهاز العصبي المحيطي).

## المنهجية
غالبًا ما تكون مهمة عالم الأمراض العصبية هي إجراء التجارب على أنسجة الخزعات المستخرجة من الدماغ والحبل الشوكي، وذلك من أجل المساعدة في تشخيص المرض. وعادةً ما يُطلب أخذ خزعة (استئصال نسيج من الجسد ودراسته) بعد اكتشاف وجود تكتل بواسطة التصوير بالأشعة. أما في التشريحات الجنائية، فالمهمة الأساسية لعالم الأمراض العصبية هي المساعدة في تشخيصات ما بعد الوفاة للصور المختلفة من الخَرَف والحالات الأخرى التي تؤثر على الجهاز العصبي المركزي.
كما يمكن أخذ الخزعات أيضًا من الجلد. ويعد اختبار كثافة الألياف العصبية في البشرة (ENFD) اختبارًا حديث التطور في علم الأمراض العصبية، يتم فيه أخذ خزعة من الجلد للتعرف على ألياف الاعتلال العصبي الصغيرة، بواسطة تحليل الألياف العصبية في طبقة الجلد. وأصبح هذا الاختبار متاحًا في معامل مختارة وكذلك في الجامعات؛ فهو يقدم بديلاً لاختبار خزعات الأعصاب الربلية التقليدي من حيث تطلبه تدخلاً غزويًا طفيفًا. وهو كذلك يُستخدم في التعرف على ألياف الاعتلال العصبي الصغيرة المؤلمة.

## مراكز التخصص
في الكثير من الدول المتحدثة بالإنجليزية، يُعتبر علم الأمراض العصبية فرعًا من علم الأمراض التشريحي. وعلى النقيض، ففي الدول المتحدثة بالألمانية، يوجد العديد من المناصب الجامعية المستقلة والمعاهد المتخصصة في علم الأمراض العصبية، نتيجة لامتلاكهم لخلفية تاريخية مختلفة. ويُطلق على الطبيب الذي يتخصص في علم الأمراض العصبية، بعد أن يكمل عادة منحة دراسية يقضي خلالها فترة لنيل التخصص في علم الأمراض العام والتشريحي، متخصص في الأمراض العصبية. ويقوم هذا المتخصص بدور مستشار للأطباء الآخرين في العيادات الطبية اليومية. وعند الاشتباه في مرض يصيب الجهاز العصبي، ويتعذر التشخيص باستخدام وسائل أقل تدخلاً، يتم أخذ خزعة من النسيج العصبي وإرسالها إلى متخصص في الأمراض العصبية، الذي يقوم بفحصها بواسطة المجهر أو بواسطة وسائل جزيئية أخرى، للوصول إلى تشخيص نهائي.
ويمتلك الكثير من متخصصي الأمراض العصبية في أوروبا خلفية عن علوم الأعصاب الإكلينيكية (طب الجهاز العصبي، وعلم النفس)، وعلم الأمراض كذلك.
نظام الولايات المتحدة في علم الأمراض العصبية
يعد متخصصو الأمراض العصبية أطباءً حاصلين إمّا على دكتوراه في الطب(M.D) أو دكتوراه في طب تقويم العظام (D O) من الكليات الطبية. ولا بد أن يكملوا سنتين أو ثلاثًا من التخصص في علم الأمراض التشريحي، تتبعها منحة دراسية مدتها سنتان تُقضى فيها فترة تخصص في علم الأمراض العصبية، وأن يتم اعتمادهم من قِبل المجلس الأمريكي لعلم الأمراض في علوم الأمراض التشريحية والعصبية على حد سواء. ومن الشائع أيضًا أن يحصلوا على دكتوراه في مجال آخر ذي صلة.
نظام المملكة المتحدة في علم الأمراض العصبية
يعد متخصصو الأمراض العصبية ممارسين مؤهلين طبيًا، ومسجلين في المجلس الطبي العام في المملكة المتحدة. ويتم الحصول على المؤهل العالي في علم الأمراض العصبية عن طريق التدريب، والخضوع للامتحان الذي تشرف عليه الكلية الملكية لعلماء الأمراض في المملكة المتحدة. كما يتلقى عالم الأمراض العصبية تدريبًا في علم الأمراض التشريحي، ثم يتبعه تدريب في تشخيص أمراض الجهاز العصبي، والعضلات. ويوضع امتحان متخصص (يدعى الجزء الثاني) في علم الأمراض العصبية من قِبل الكلية الملكية لعلماء الأمراض في المملكة المتحدة. ومن الشائع كذلك أن يحصل متخصصوا الأمراض العصبية على درجات دكتوراه في مجال ذي صلة.
ومن مهام متخصص الأمراض العصبية كذلك، بجانب إجراء التجارب على أنسجة الجهاز العصبي المركزي، فحص خزعات الأعصاب المحيطية والعضلية. وتساعد خزعات العضلات في تشخيص الأمراض العضلية (مثل التهاب العضلات والاعتلال العضلي المتقدري، إلى آخره). كما تساعد عينات الأعصاب المحيطية على تشخيص حالات المرضى المشتبه في إصابتهم باعتلالات ثانوية في الأعصاب المحيطة مصاحبة لحالات مثل الالتهابات الوعائية والداء النشواني.
يعد علم الأمراض العصبية مجالاً صعبًا من ناحية البحث العلمي.

## شخصيات تاريخية ومعاصرة بارزة في علم الأمراض العصبية
يُعتبر سانتياغو رامون إي كاخال واحدًا من مؤسسي علم التشريح العصبي الحديث. وكذلك يعد ألويس ألزهايمر، الذي سُمي على اسمه مرض آلزهايمر، أحد المساهمين الأوائل في هذا المجال.
وقد ساهم العديد من متخصصي وعلماء الأمراض العصبية في العالم بشكل كبير، عن طريق البحث العلمي والتجارب الإكلينيكية، في فهمنا الحالي للأمراض التي تصيب الدماغ بصفة خاصة (مثل الأمراض التنكسية، والتصلب المتعدد، والسكتة الدماغية، والأورام الدماغية، والصدمات النفسية، والأمراض العصبية والعضلية). وأغلبهم أعضاء في الجمعية الدولية لعلم الأمراض العصبية (ISN). ويُرجى من ممارسي علم الأمراض العصبية داخل الولايات المتحدة الرجوع إلى دليل العضوية المتاح من خلال الموقع الإلكتروني للجمعية الأمريكية لعلماء الأمراض العصبية (AANP). كما توجد أدلة تتعلق بعضويات أخرى متاحة للعديد من جمعيات الأمراض العصبية التي توجد في دول أخرى أو مناطق أخرى محددة من العالم (مثل العضوية البريطانية، والأوروبية، والكندية... وما إلى ذلك).

## التقدم
يتم حاليًا إنشاء مجلس أوروبي لتجارب علم الأمراض العصبية للتأكيد على أهمية التدريب المناسب في العلوم العصبية (www.euro-cns.org). كان أقرب اجتماع عالمي لعلماء الأمراض العصبية في سبتمبر 2006 بمدينة سان فرانسيسكو في ولاية كاليفورنيا بالولايات المتحدة الأمريكية.

## مجلات علم الأمراض العصبية
هناك العديد من من المجلات المتخصصة بالجانب الأكاديمي لعلم الأمراض العصبية. تعد مجلة آكتا نيروباثولوجيكا (Acta Neuropathologica)، المختصة بعلم الأمراض العصبية، الأعلى تأثيرًا. وترعى بعض المجلات الأخرى جمعيات قومية وعالمية لعلم الأمراض العصبية: «أمراض الدماغ» (Brain Pathology) هي المجلة الرسمية للجمعية العالمية لعلم الأمراض العصبية، وترعى مجلة «علم الأمراض العصبية وعلوم الأعصاب التطبيقية» (Neuropathology & Applied Neurobiology) الجمعية البريطانية لعلم الأمراض العصبية (The British Neuropathological Society)، وتعد «مجلة علم الأمراض العصبية وعلوم الأعصاب التجريبية» (Journal of Neuropathology and Experimental Neurology) المجلة الرسمية للجمعية الأمريكية لعلماء الأمراض العصبية (The American Association of Neuropathologists)، كذلك مجلة «علم الأمراض العصبية» هي المجلة الرسمية للجمعية اليابانية لعلم الأمراض العصبية.

## وصلات خارجية
- American Association of Neuropathologists
- British Neuropathological Society
- EuroCNS European Conferderation of Neuropathological Societies
- International Society of Neuropathology
- Blog by neuropathologist Brian E. Moore, MD
- Web site by Dimitri Agamanolis, M.D.